# Catalina de Austria (1320-1349)
Catalina de Austria (en alemán, Katharina von Habsburg; en francés: Catherine d'Autriche; Viena, 9 de febrero de 1320-ibidem, 28 de septiembre de 1349) era la hija del duque Leopoldo I de Austria. Fue la esposa del noble francés Enguerrand VI, señor de Coucy, y luego de Conrado de Hardeck, burgrave de Magdeburgo.

## Primeros años y familia
Catalina era la mayor de las dos hijas del duque Leopoldo I de Austria y de su esposa, Catalina de Saboya. Su hermana menor, Inés de Austria, se casaría con Bolko II, duque de Świdnica. Por lado paterno, ambas eran nietas del rey Alberto I de Habsburgo, mientras que sus abuelos maternos eran Amadeo V de Saboya y su segunda esposa, María de Brabante.
Su padre falleció cuando Catalina tenía 6 años. Ella y su hermana Inés, de 4 años, pasaron a estar bajo el cuidado de sus tíos paternos, Federico el Hermoso y Alberto II de Austria.

## Matrimonios
A los 18 años, Catalina se casó con su primer marido Enguerrand VI, señor de Coucy, un noble francés. El contrato matrimonial fue firmado en Vincennes el 25 de noviembre de 1338. Tuvieron un hijo, Enguerrand. El matrimonio duró ocho años hasta que en 1346, Enguerrand VI fue asesinado en una de las series de batallas que culminaron en la batalla de Crécy el 26 de agosto de 1346, durante la guerra de los cien años entre Francia e Inglaterra. Su hijo, Enguerrand, sucedió a su padre como señor de Coucy, y luego se casaría con Isabel, la hija mayor del rey Eduardo III de Inglaterra.
Catalina volvió a casarse en febrero de 1348, casi dos años después de la muerte de su primer marido, con Conrado de Hardeck, burgrave de Magdeburgo. El matrimonio sólo duró un año: Conrado falleció a causa de la peste negra el 25 de septiembre de 1349, y Catalina le siguió a la tumba tres días después. Fue enterrada en Königsfelden.